# フルトン・J・シーン
フルトン・ジョン・シーン（英語：Fulton John Sheen、1895年5月8日 - 1979年12月9日）は、アメリカ合衆国のカトリック教会聖職者。ニューヨーク州ニューヨーク大司教区補佐司教及びロチェスター教区司教を務め、そのテレビによる伝道活動により、最初のテレビ伝道者の一人であると見做されている。 

## 生涯
イリノイ州のエル・パソという町に生まれる。幼少期には結核を患っていたという。家族揃ってピオリアに移住すると、フルトンは侍者を務め、この時に彼は初めてカトリック教会に触れた。1951年にニューヨーク大司教区の補佐司教に就任した。プロテスタント各派が積極的にテレビやラジオでの伝道を繰り広げていたのに対し、カトリック教会は出遅れた感があった。そこでシーン神父はテレビに積極的に出演し、伝道活動に心血を注いだ。ラジオ番組The Catholic Hourや、テレビ番組Life is Worth Livingを放送した。1966年から1969年にかけてロチェスター司教を務めた。
1979年にニューヨークで亡くなり、セント・パトリック大聖堂に埋葬された。2002年に彼に対する列聖運動が公式に始められた。現在は神の僕であると称されている。

## 著書
- 『生きていくということ』 1956年　(ユニヴァーサル文庫)
- 『キリストの生涯』
- 『十字架に対する7つの言葉』
- 『見よこの女性を』
- 『どういう人が嫌われるか』　1959年

## 備考
俳優マーティン・シーンは本名ラモン・ジェラルド・アントニオ・エステベスだが、フルトン・シーンにあやかってこの芸名を付けた。